# Les Muntanyoles (Horta de Sant Joan)
Les Muntanyoles és una serra situada al municipi d'Horta de Sant Joan a la comarca de la Terra Alta, amb una elevació màxima de 1.152 metres.